# Enrique Ayúcar Alberdi
Enrique Ayúcar Alberdi (Bilbao, 21 de febrer de 1966) és un exfutbolista basc, que ocupava la posició de migcampista.

## Trajectòria
Sorgeix del planter de l'Athletic Club. Després de destacar al filial, debuta amb el primer equip jugant 22 partits de la 86/87, en la qual també disputaria un partit de la Copa de la UEFA. Però, Ayúcar no va tenir continuïtat, i les dues següents temporades a San Mamés amb prou feines apareix.
En busca d'oportunitats, marxa al CE Castelló a la 89/90. Amb els valencians, en aquell temps a la màxima categoria, disputa 34 partits i marca un gol. Aquest bon joc seguiria l'any següent a les files del Real Burgos. El basc va romandre al conjunt castellà dues campanyes, en les quals juga 72 partits i marca 11 gols.
L'estiu de 1992 fitxa pel RCD Espanyol. Perd la titularitat i el seu equip baixa a Segona Divisió. En la categoria d'argent juga 21 partits i els catalans pugen de nou a Primera, però a partir d'ací, Ayúcar deixa de comptar: a l'Espanyol de la temporada 94/95 juga 4 partits i a la UD Salamanca de la temporada 95/96 només suma 22 minuts sobre el camp (suficients per marcar un gol). El Salamanca seria el seu darrer equip abans de retirar-se.
En total, Ayúcar suma 162 partits i 19 gols en primera divisió.